# Zwitserland op de Olympische Zomerspelen 1912
Zwitserland nam deel aan de Olympische Zomerspelen 1912 in Stockholm, Zweden. De Zwitsers wonnen geen medailles.

## Deelnemers

### Moderne vijfkamp
| Olympiër      | Discipline       | Resultaat | Prestatie |
| ------------- | ---------------- | --------- | --------- |
| Julius Wagner | Moderne vijfkamp | 20e       | onbekend  |

Australazië · België · Bohemen · Canada · Chili · Denemarken · Duitsland · Egypte · Finland · Frankrijk · Griekenland · Groot-Brittannië · Hongarije · IJsland · Italië · Japan · Luxemburg · Nederland · Noorwegen · Oostenrijk · Portugal · Rusland · Servië · Turkije · Verenigde Staten · Zuid-Afrika · Zweden · Zwitserland